# Anna Karenina (film 1953)
Anna Karenina (ros. Анна Каренина) – radziecki film  z 1953 roku wyreżyserowany przez Tatjanę Łukaszewicz będący adaptacją powieści Lwa Tołstoja o tym samym tytule.

## Obsada
- Ałła Tarasowa jako Anna Karenina
- Wiktor Stanicyn jako książę Stiepan Obłonski